# Megatropolis 2.0
Megatropolis 2.0 è un album della heavy metal band tedesca Iron Savior, pubblicato nel 2015.
Si tratta di una riedizione di Megatropolis, pubblicato nel 2007, del cui risultato finale Piet Sielck non era rimasto soddisfatto. Il disco è stato quindi nuovamente missato e masterizzato, sono stati aggiunti nuove armonizzazioni vocali e nuove tracce di chitarra. Infine l'ordine dei brani è stato modificato e due nuovi brani, Hammerdown e Iron Watcher, sono stati aggiunti.

## Tracce
Testi e musiche di Piet Sielck, tranne dove diversamente indicato.
1. The Omega Man – 4:48
2. Megatropolis – 5:01
3. Flesh – 4:56
4. Cybernatic Queen – 4:56
5. Running Riot – 4:55
6. Cyber Hero – 5:16
7. A Tale from Down Below – 4:57
8. Still I Believe – 4:34
9. Hammerdown – 3:59 (Y. Leonhardt)
10. Farewell and Goodbye – 5:53
11. Iron Watcher – 4:41

## Formazione
- Piet Sielck - ingegneria del suono, chitarra, missaggio, produzione, voce
- Joachim "Piesel" Küstner - chitarra
- Yenz Leonhardt - basso, cori
- Thomas Nack - batteria, percussioni